# Olcani
Olcani est une commune française située dans la circonscription départementale de la Haute-Corse et le territoire de la collectivité de Corse. Elle appartient à l'ancienne piève de Nonza, dans le Cap Corse.

## Géographie

### Situation
Olcani est la seule commune de la péninsule du Cap Corse sans façade maritime. Elle se situe dans l'En-Deçà-des-Monts (Cismonte en langue corse) ou « Corse schisteuse » au nord-est de l'île. Elle faisait partie du fief de Nonza dans la province du Nebbio. C'est une des 18 communes rassemblées au sein de la communauté de communes du Cap Corse.
Communes limitrophes

### Géologie et relief
Le Cap Corse est un bloc de schistes lustrés édifié au tertiaire lors de la surrection des Alpes sur un socle hercynien de la fin de l'ère primaire. Chaque vallée est comme un alvéole, aux bords raides, ouvert sur la mer mais fermé vers l'amont car adossé à la chaîne axiale dont les principaux sommets sont Cima di e Follicie / L'Albucciu (1 324 m), le Monte Stello (1 306 m), e le monte Capra (1 206 m).
Olcani offre des paysages où s'opposent des schistes qui s'altèrent facilement et des ophiolites très résistantes, aux reliefs abrupts et aigus. Ces ophiolites sont composées :
- de roches volcaniques, laves basiques transformées en prasinites de teinte verte ou en glaucophanites de teinte bleue ;
- de roches magmatiques, péridotites souvent transformées en serpentinites teintées en vert par l'olivine ;
- de roches plutoniques cristallines basiques, gabbros euphotides métamorphisés renfermant de l'amphibole teinte bleu-vert, et des pyroxènes teinte vert jade.

La commune s’étend sur 1 425 hectares, au centre de la péninsule du Cap Corse. Elle partage avec Ogliastro l'un des « alvéoles » de la péninsule, le bassin versant du Fiume U Guadu Grande qui se situe dans la partie occidentale du Cap partagé du nord au sud par la chaîne de montagne de la Serra. Elle occupe la partie haute de cette vallée qui est ouverte au nord-ouest sur la mer Méditerranée et qui, depuis son point le plus proche, se trouve éloignée de 1,5 km du littoral (distance orthodromique).
Exception faite de l'ouverture de la vallée au nord-ouest, son territoire est ceint par des crêtes de 1 000 m et plus, comprenant les sommets :
- au nord : Monte Caneto (1 256 m - Ogliastro), Cima di e Follicie (1 324 m - Sisco) plus haut sommet du Cap,
- à l'est : Monte Cagnolu (1 017 m), Monte Corvo (1 143 m), Monte di a Cibiola (1 196 m) et Monte Stello (1 306 m), deuxième sommet du Cap,
- au sud : Monte di Scolca (1 056 m - Olmeta-di-Capocorso), Cime de Muzzicone (842 m) et Cimone (808 m).

Au nord-est, se situe Bocca di San Giovanni un col remarquable à 957 m d'altitude, par où passe une piste ouverte en 1991. Très sinueuse, celle-ci permet depuis Olcani de rejoindre Sisco sur le versant oriental du Cap. Au col même se trouve la petite chapelle Saint-Jean. La vue sur les mers Méditerranée et Tyrrhénienne y est remarquable par bonne visibilité.

### Hydrographie

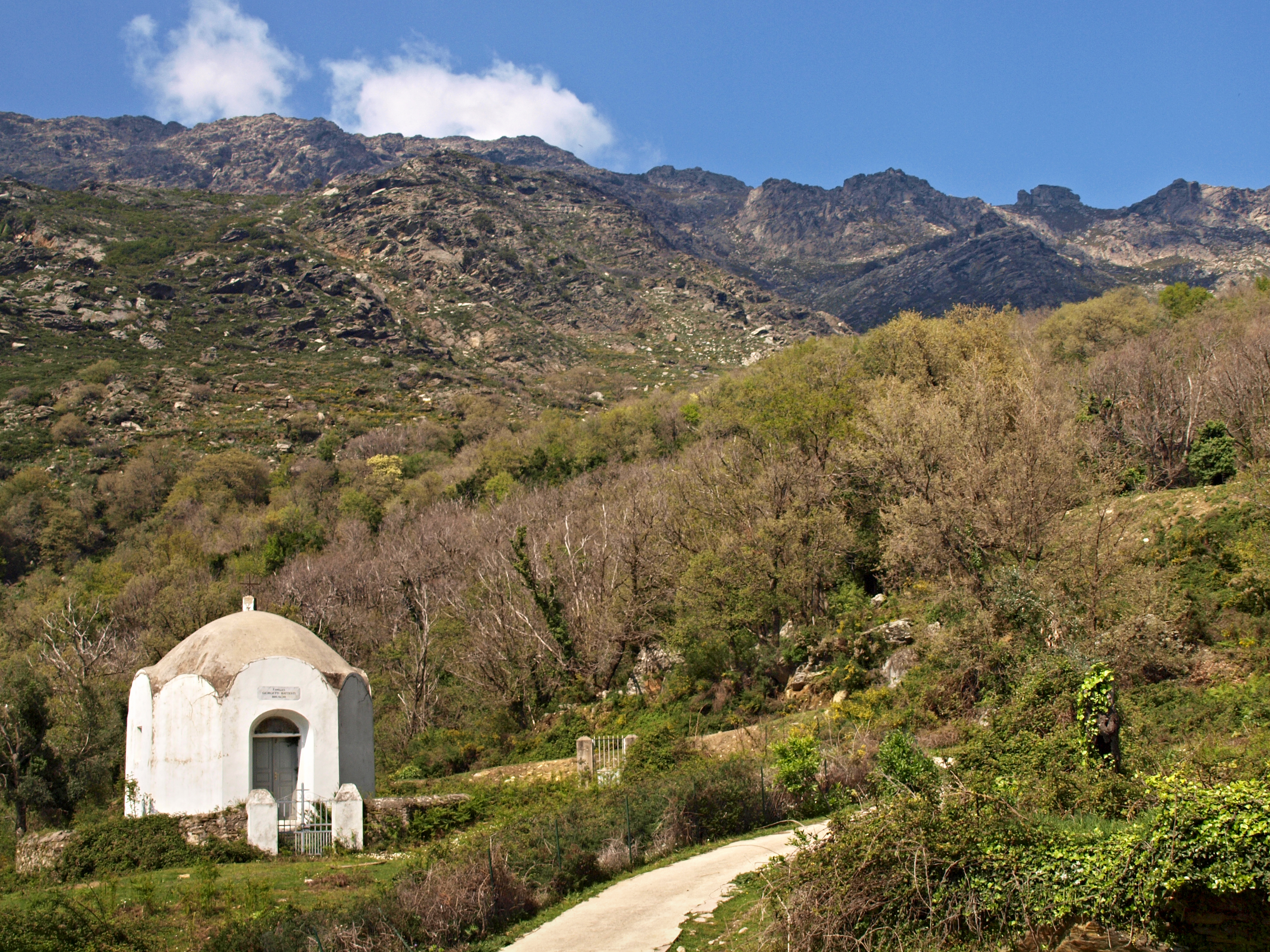
Vallon du ruisseau de l'Alberghi.

U Guadu Grande est le principal cours d'eau d'Olcani. Il naît au pied du Monte Stello sous le nom de ruisseau de Viule (Viuda), prend le nom de rivière d'Olcani à partir de la bergerie de Ponte Novu, et ne deviendra U Guade Grande que sous le village d'Ogliastro.
Il a huit affluents référencés ; le principal, long de 4,1 km, a pour nom : ruisseau de Cetro ou ruisseau de la Teggia.

### Climat et végétation
Comme dans tout le Cap Corse, la commune d'Olcani bénéficie d'un climat méditerranéen maritime aux écarts thermiques modérés. L'hiver y est plus chaud et l'été plus tempéré que dans les autres villages corses.
Son territoire offre des reliefs abrupts et aigus remarquables, entaillés par le petit fleuve U Guado Grande. Il est couvert d'un épais maquis dominant, de quelques bois de chênes verts, de châtaigniers et d'oliviers. Ces derniers, comme dans la commune voisine d'Olmeta-di-Capocorso, ont beaucoup souffert de la très forte tempête de neige qui a touché le Cap Corse en fin de première décade de mars 2010.

### Voies de communication et transports

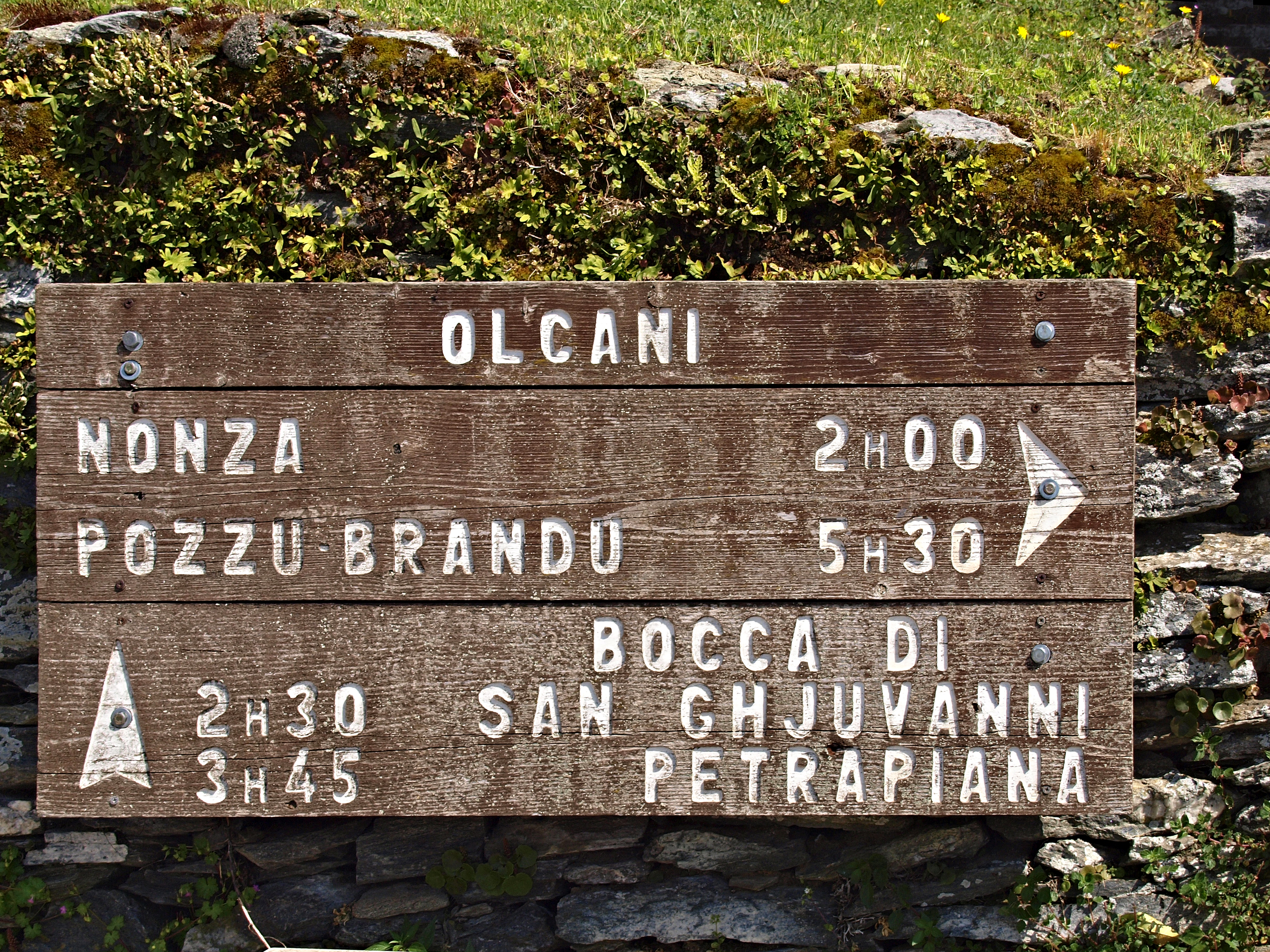
Sentiers signalés.

#### Accès routiers
L'accès au village se fait par la D 233 (anciennement chemin départemental 233), l'unique route qu'il faut prendre à son intersection avec la D 80 (ancienne route nationale 198 de Saint-Florent à Bonifacio comme encore portée sur les cartes cadastrales de Géoportail), l'intersection se situant tout proche du pont de la D 80 enjambant le fiume U Guadu Grande. Le village est distant de 6,5 km.

#### Transports
il n'y a aucun transport en commun à Olcani. Le transporteur routier le plus proche se trouve à Olmeta-di-Capocorso, la commune voisine.
Le village d'Olcani est distant par route, de 44 km du port de commerce de Bastia, de 42 km de la gare des CFC de Bastia et de 59 km de l'aéroport de Bastia Poretta, qui sont les plus proches.

## Urbanisme

### Typologie
Au 1er janvier 2024, Olcani est catégorisée commune rurale à habitat dispersé, selon la nouvelle grille communale de densité à sept niveaux définie par l'Insee en 2022.
Elle est située hors unité urbaine. Par ailleurs la commune fait partie de l'aire d'attraction de Bastia, dont elle est une commune de la couronne,. Cette aire, qui regroupe 93 communes, est catégorisée dans les aires de 50 000 à moins de 200 000 habitants,.

### Occupation des sols
L'occupation des sols de la commune, telle qu'elle ressort de la base de données européenne d’occupation biophysique des sols Corine Land Cover (CLC), est marquée par l'importance des forêts et milieux semi-naturels (100,1 % en 2018), une proportion identique à celle de 1990 (100 %). La répartition détaillée en 2018 est la suivante : 
espaces ouverts, sans ou avec peu de végétation (51,6 %), milieux à végétation arbustive et/ou herbacée (30,5 %), forêts (18 %). L'évolution de l’occupation des sols de la commune et de ses infrastructures peut être observée sur les différentes représentations cartographiques du territoire : la carte de Cassini (XVIIIe siècle), la carte d'état-major (1820-1866) et les cartes ou photos aériennes de l'IGN pour la période actuelle (1950 à aujourd'hui).

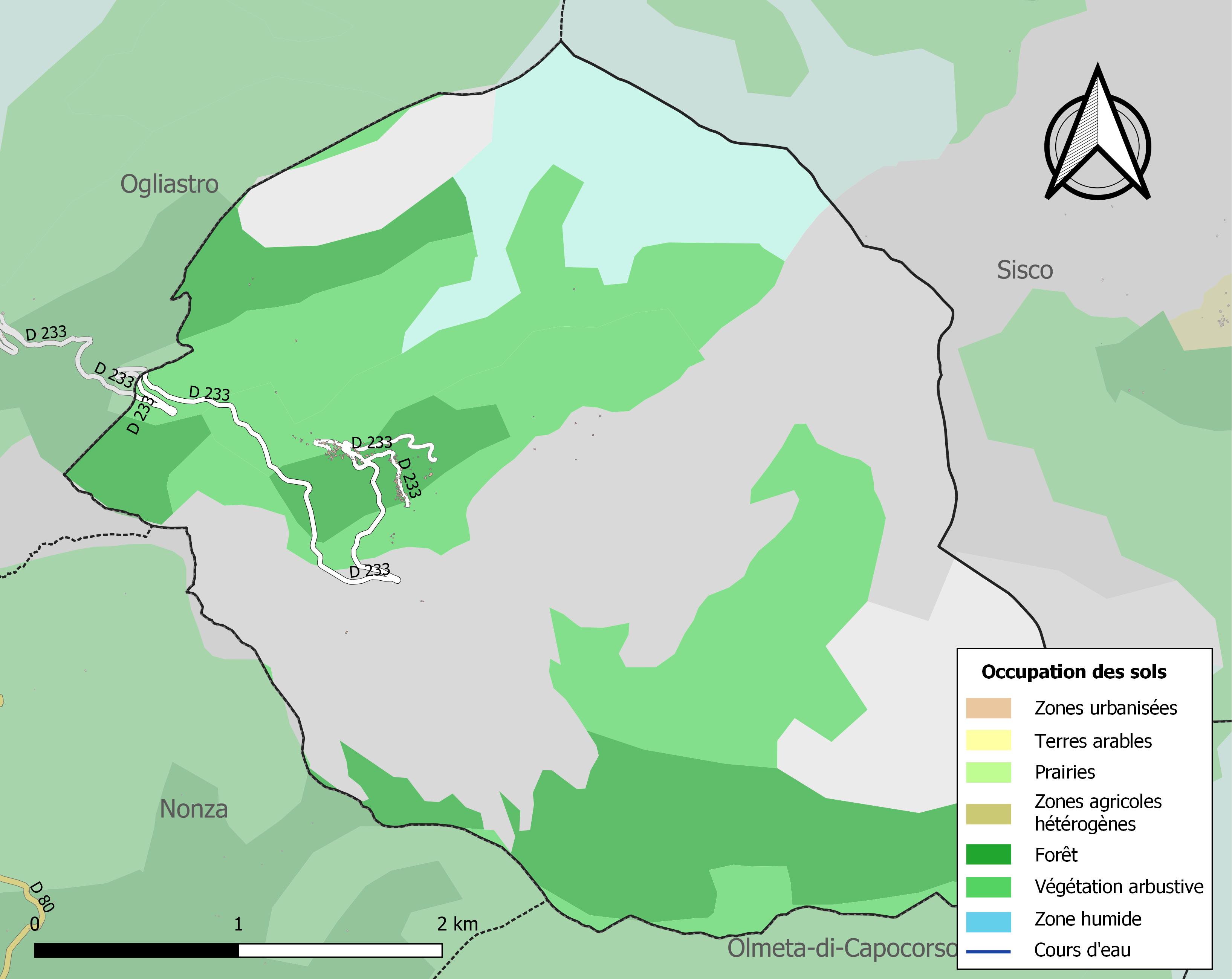
Carte des infrastructures et de l'occupation des sols de la commune en 2018 (CLC).

### Lainosa
Lainosa (L'Ainosa, qui signifie "source aigre") où demeure plus de la moitié des gens d'Olcani, est le centre de la commune. Il est le premier hameau lorsqu'on arrive au village. Lainosa a remplacé l'ancien village de Casale bâti un peu plus à l'est et qui a été abandonné au XVIIIe siècle. Les ruines de Casale et de sa tour carrée pisane sont encore visibles. Lainosa possède une chapelle San Giuvanni-Battista.

### Ferragini
Ferragini qui signifie 'fourrage vert", se situe à 200 m au sud-est de Lainosa. S'y trouve la mairie d'Olcani. Ferragini possède une chapelle San Roccu. À Ferragini se trouve le quartier de Chiesa aujourd'hui inhabité, composé essentiellement de la grande église Sant' Andrea d'Olcani, de l'ancienne confrérie Santa Croce et d'un grand presbytère tous délaissés, et du cimetière.

## Toponymie
Le nom corse de la commune est Olchini /ˈɔlkini/. Ses habitants sont les Olchinesi.

## Histoire

### Moyen Âge
Olcani a dépendu du IXe siècle à 1109 au fief des Peverelli avant d'être cédé aux Avogari. En 1336 à la mort de Jean Avogari, Lucchino l'un de ses trois fils hérita du fief de Nonza (soit les pievi de Nonza - Olcani - Olmeta et Albo (partie d'Ogliastro).

### Temps modernes
- Jusqu'en 1625, son territoire a relevé du fief de Nonza. C'est un des rares villages à ne pas avoir été ravagé par les Barbaresques qui razziaient alors l'île.
- À partir de 1625, Olcani est administré par Gênes
- 1762 - Olcani se rallie à Pascal Paoli.
- 1768 - Le Cap Corse est réuni au royaume de France, avant le reste de l'île, et passe sous administration militaire française.
- 1789 - La Corse appartient au royaume de France. Olcani se trouve dans la juridiction royale du Capicorsu.
- 1790 -  Avec la Révolution française est créé le département de Corse avec Bastia comme préfecture. Les anciennes communautés ou paroisses prennent le nom de communes. la commune se nommait Olcani.

Le 12 juillet, les cinq diocèses de la Corse (Ajaccio, Aléria, Bastia, Mariana et Nebbio) sont ramenés à un seul.
- 1793 - An II. la Convention divise l'île en deux départements : El Golo (l'actuelle Haute-Corse) et Liamone (l'actuelle Corse-du-Sud) sont créés. L'ex-juridiction royale du Capicorsu passe dans le district de Bastia ; celui-ci est partagé en cantons (ex-pievi), et le canton en communes. Olcani se trouve dans le canton de Santa Giulia, dans le district de Bastia et dans le département de El Golo.
- 1801 - Sous le Consulat[Note 4], la commune qui a pour nom Olcani, est toujours dans le canton de Santa Giulia (chef-lieu Nonza), dans l'arrondissement de Bastia et le département d'El Golo.
- 1811 - Les départements d'El Golo et du Liamone sont fusionnés pour former le département de Corse.
- 1828 - Olcani passe dans le canton de Nonza[6].

### Époque contemporaine
- 1954 - Le canton de Nonza est formé des communes de Canari, Nonza, Ogliastro, Olmeta-di-Capocorso et Olcani qui comptait alors 122 habitants.
- 1973 - Le canton de Sagro-di-Santa-Giulia (chef-lieu Brando) est créé avec la fusion imposée des anciens cantons de Nonza et Brando.
- 1975 - La Corse est à nouveau partagée en deux départements. Olcani se trouve dans celui de Haute-Corse.

## Économie
Jadis Olcani vivait ruralement. Agriculture et pastoralisme étaient les principales activités de ses habitants. En 1790, Olcani comptait 27 ha de vigne, 12 ha d'oliviers, 5 ha de châtaigniers et d'un cheptel de plus de 450 têtes de gros bétail. À l'époque des semailles, la commune se vidait, ses habitants comme tous ceux des villages de l'ouest Cap Corse partant travailler les terres à blé aux Agriates.
De nos jours il n'y a plus de vigne, les terrasses de culture ne sont plus jardinées et les arbres non entretenus. L'élevage bovin est encore exercé (élevage de bouche pour les veaux).
La régression agricole et démographique est marquée depuis la fin XVIIIe siècle. L'exploitation de l'usine d'amiante de Canari-Abro voisine à partir du milieu du XXe siècle avait apporté un nouvel essor économique à la commune. Plusieurs habitants y travaillaient. Mais sa fermeture a précipité à nouveau l'exode de la population.
Olcani ne possède aucun commerce. La population du village est livrée régulièrement par des marchands ambulants (tragulini ou traculini).

## Politique et administration

### Liste des maires
| Période                                  | Période   | Identité                | Étiquette | Qualité       |
| ---------------------------------------- | --------- | ----------------------- | --------- | ------------- |
| avant 1988                               | Mars 2008 | André Giorgetti         | DVG       |               |
| mars 2008                                | En cours  | Julia Giorgetti Labadie | DVG       | Fonctionnaire |
| Les données manquantes sont à compléter. |           |                         |           |               |

## Population et société

### Démographie
L'évolution du nombre d'habitants est connue à travers les recensements de la population effectués dans la commune depuis 1800. Pour les communes de moins de 10 000 habitants, une enquête de recensement portant sur toute la population est réalisée tous les cinq ans, les populations de référence des années intermédiaires étant quant à elles estimées par interpolation ou extrapolation. Pour la commune, le premier recensement exhaustif entrant dans le cadre du nouveau dispositif a été réalisé en 2005.

En 2022, la commune comptait 95 habitants, en évolution de +15,85 % par rapport à 2016 (Haute-Corse : +5,15 %, France hors Mayotte : +2,11 %).
| 1800 | 1806 | 1821 | 1831 | 1836 | 1841 | 1846 | 1851 | 1856 |
| ---- | ---- | ---- | ---- | ---- | ---- | ---- | ---- | ---- |
| 121  | 165  | 366  | 171  | 222  | 221  | 216  | 240  | 249  |

| 1861 | 1866 | 1872 | 1876 | 1881 | 1886 | 1891 | 1896 | 1901 |
| ---- | ---- | ---- | ---- | ---- | ---- | ---- | ---- | ---- |
| 237  | 253  | 254  | 259  | 249  | 255  | 248  | 264  | 230  |

| 1906 | 1911 | 1921 | 1926 | 1931 | 1936 | 1946 | 1954 | 1962 |
| ---- | ---- | ---- | ---- | ---- | ---- | ---- | ---- | ---- |
| 226  | 207  | 174  | 159  | 158  | 120  | 111  | 122  | 144  |

| 1968 | 1975 | 1982 | 1990 | 1999 | 2005 | 2006 | 2010 | 2015 |
| ---- | ---- | ---- | ---- | ---- | ---- | ---- | ---- | ---- |
| 124  | 96   | 80   | 65   | 55   | 60   | 58   | 80   | 80   |

| 2020 | 2022 | - | - | - | - | - | - | - |
| ---- | ---- | - | - | - | - | - | - | - |
| 93   | 95   | - | - | - | - | - | - | - |

### Enseignement
L'école primaire publique la plus proche se situe à Canari (Canari), distant de 14 km. Collèges et lycées les plus proches sont situés à Bastia Montesoro, distant de 41 km via le col de Teghime.

### Santé
Les cabinets de médecins les plus proches sont situés à Saint-Florent et à Bastia, villes respectivement distantes de 31 km et 41 km. Le Centre hospitalier général de Bastia est distant de 40 km. Plusieurs cliniques se trouvent aussi à Bastia. Deux pharmacies sont à Saint-Florent. Des infirmiers sont installés à Patrimonio ; des masseurs-kinésithérapeutes se trouvent à Saint-Florent.

### Cultes
L'église paroissiale (San Roccu relève du diocèse d'Ajaccio.

### Sports

#### Loisirs et randonnées

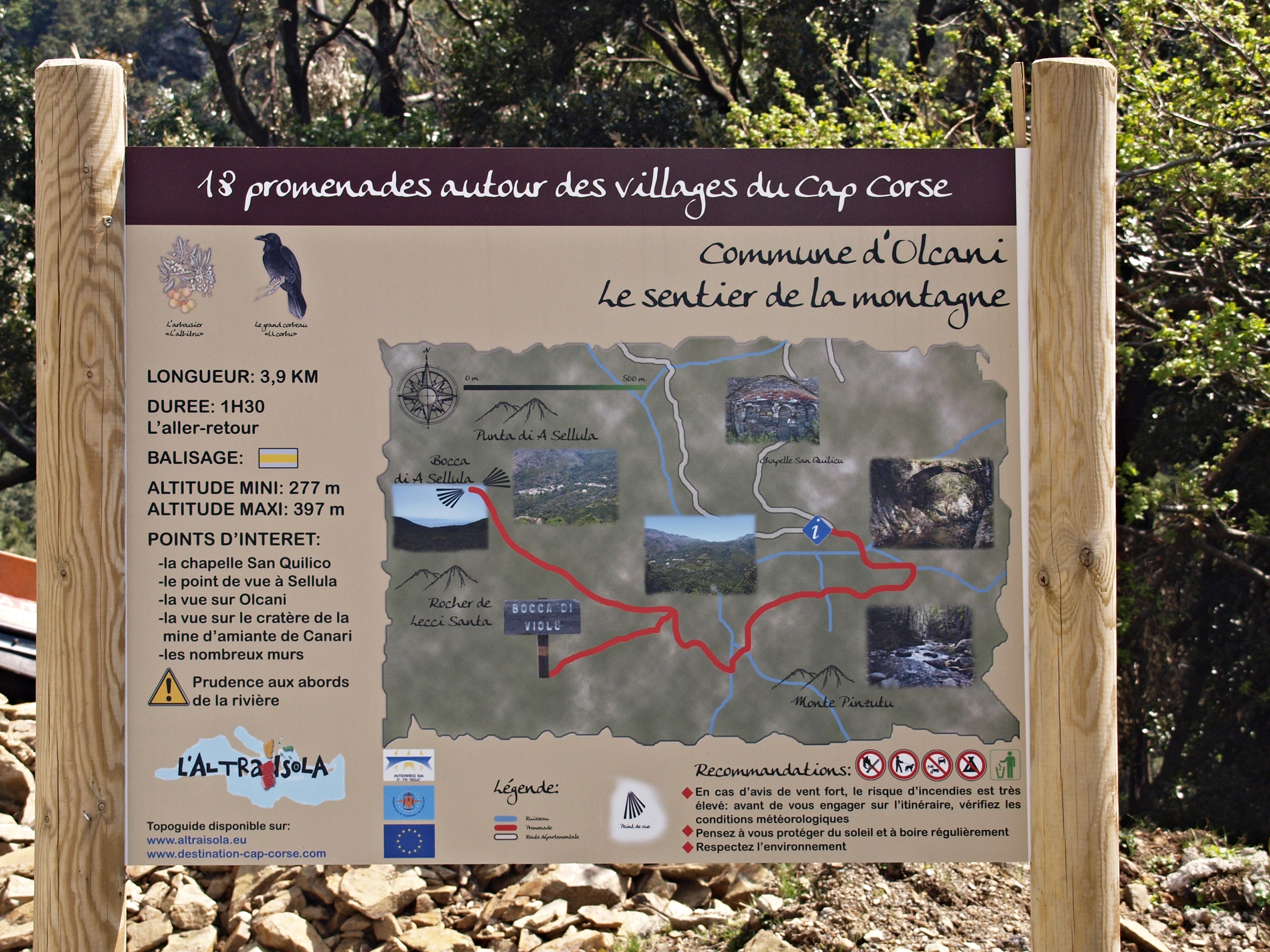
Promenade Les Jardins d'olmeta.

- Un circuit de promenade intitulé Le Sentier de la montagne a été récemment mis en place. Long de 3,9 km pour une durée aller-retour de 1 h 30 et un dénivelé de 120 m, il fait le tour des principaux points de vue autour du village et passe par des points d'intérêts dont la chapelle San Quilico.
- Bocca di San Giuvanni : col à 957 m d'altitude, « à cheval » entre Sisco et Olcani. La vue sur la mer Méditerranée et la Mer Tyrrhénienne y est remarquable à l'aube, par bonne visibilité (rare l'été sauf quand il a plu la veille !).

La petite chapelle Saint-Jean (Sisco) qui s'y trouve et qui est gravement ruinée, serait du XVIe siècle. Ce sanctuaire aurait remplacé une ancienne monacchia chargée dès le IVe siècle d'une fonction missionnaire auprès des populations pastorales qui parcouraient autrefois la Serra. Vers la fin du siècle dernier, nombreux étaient les Siscais et Olcanais qui montaient le 6 mai en pèlerinage autour de San Giùvanni Evangelista.
- Grand choix de promenades et excursions pédestres, surtout au départ de Ferragini, rendues souvent difficiles par un maquis impénétrable, pour se rendre aux cols de la bocca di a Sellula (vue sur le cratère de la mine d'amiante de Canari) et la bocca di Violu.

## Culture locale et patrimoine

### Lieux et monuments

#### Église Saint-André

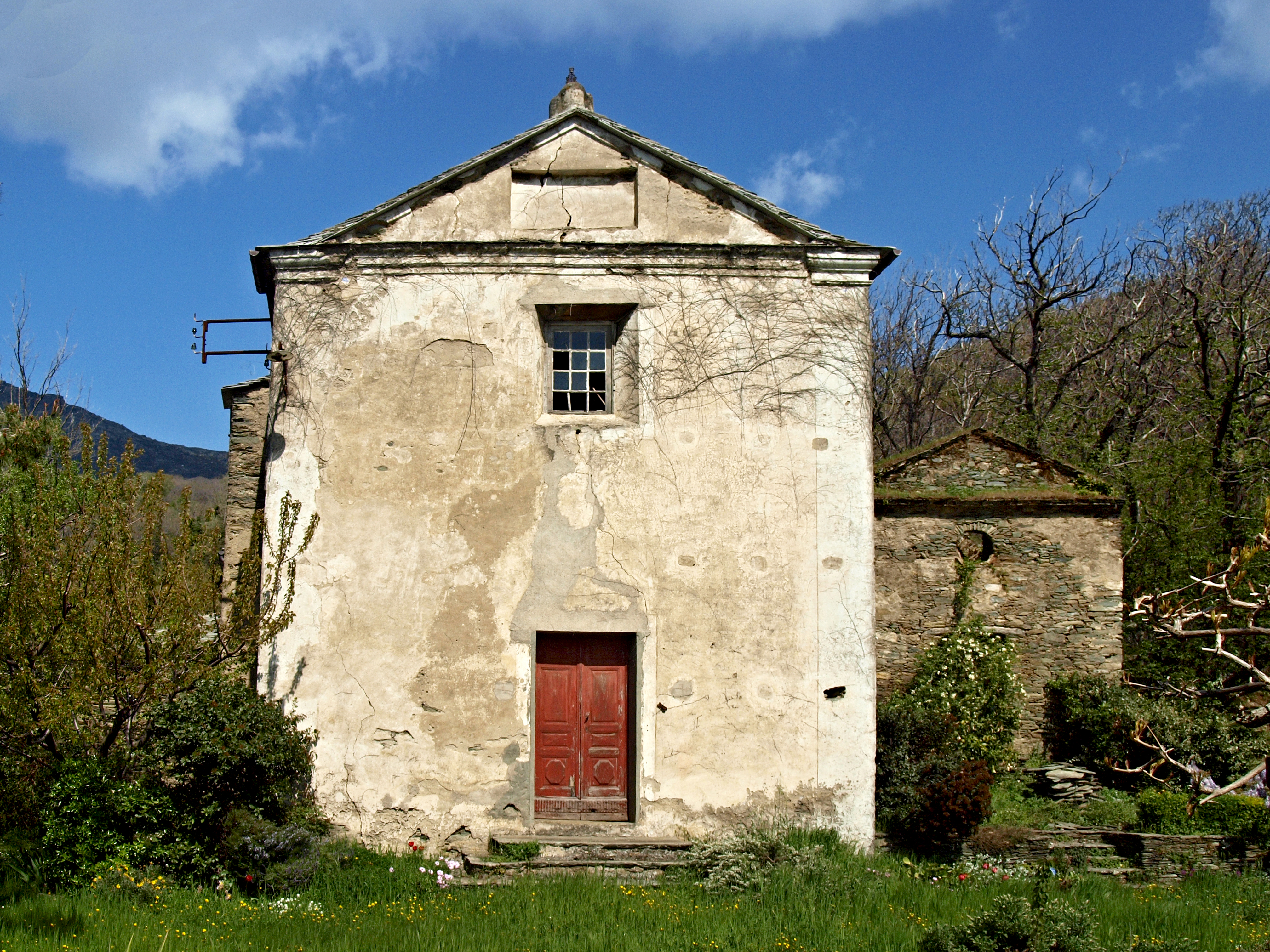
Ancienne église paroissiale Saint-André.

L'église Saint-André (Sant' Andrea), isolée à l'est de Ferragini, est l'ancienne paroisse du village, sise au lieu-dit Chiesa où se situe l'ancien ensemble paroissial comprenant une église, une chapelle de confrérie et le presbytère. De datation inconnue, l'édifice encore en bon état, doté d'une porte latérale récente, est désaffecté depuis longtemps. Son clocher, situé à côté du presbytère, supportant deux cloches encore présentes, lui fait face. À sa droite sont les ruines de la chapelle de confrérie Santa Croce.

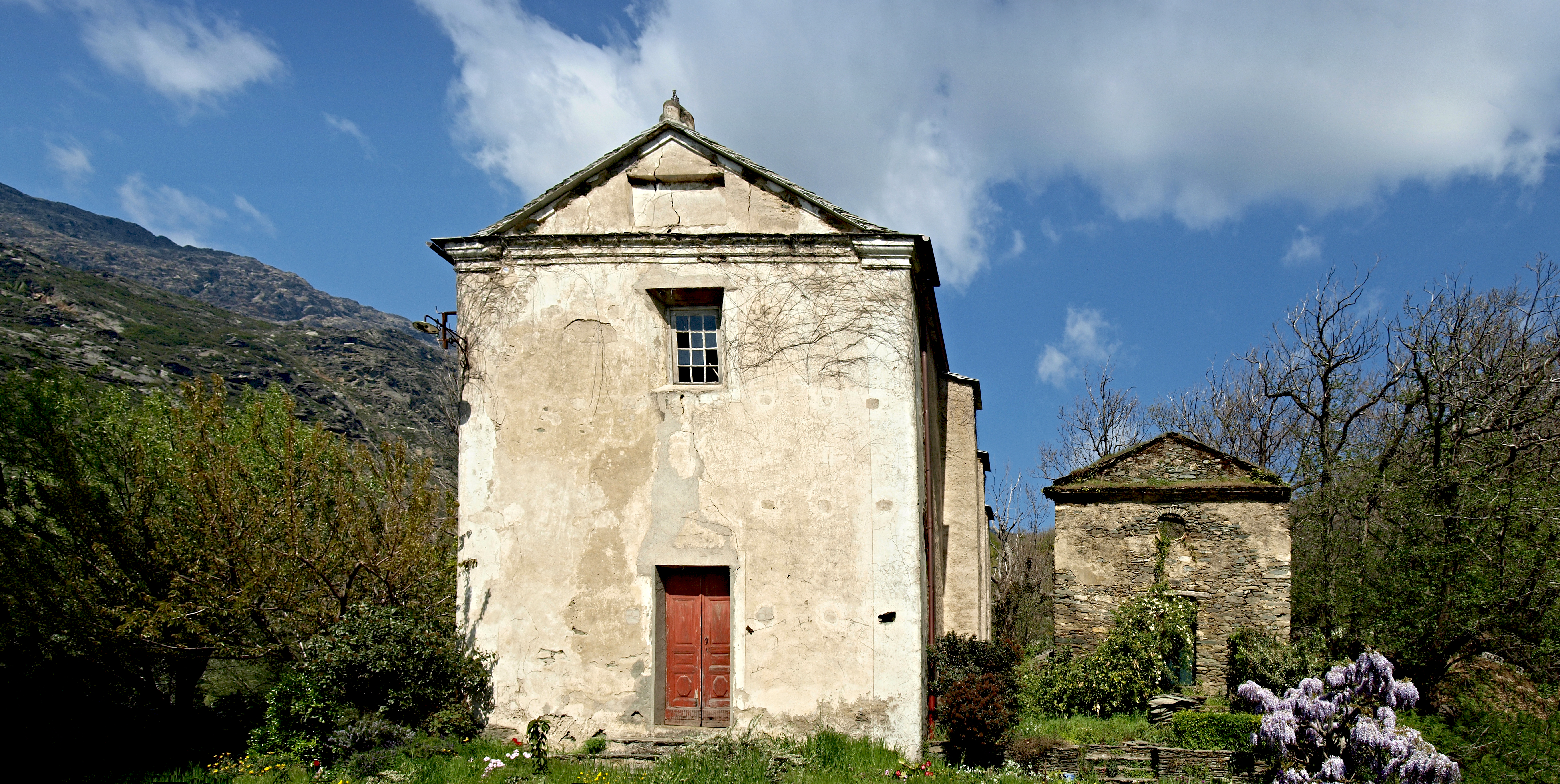
Église Sant' Andrea et l'ancienne confrérie.
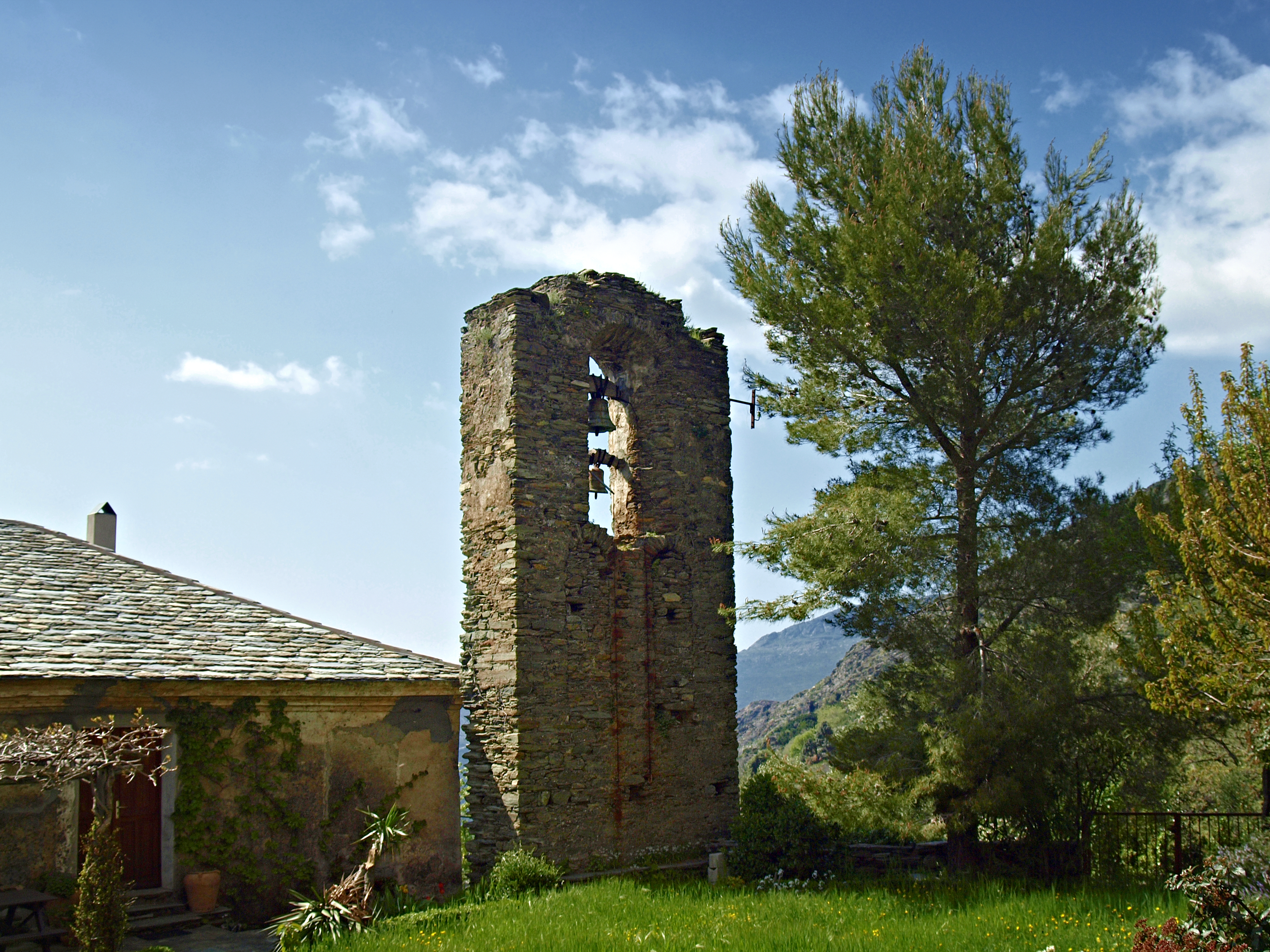
Clocher de l'église Sant' Andrea et le presbytère.
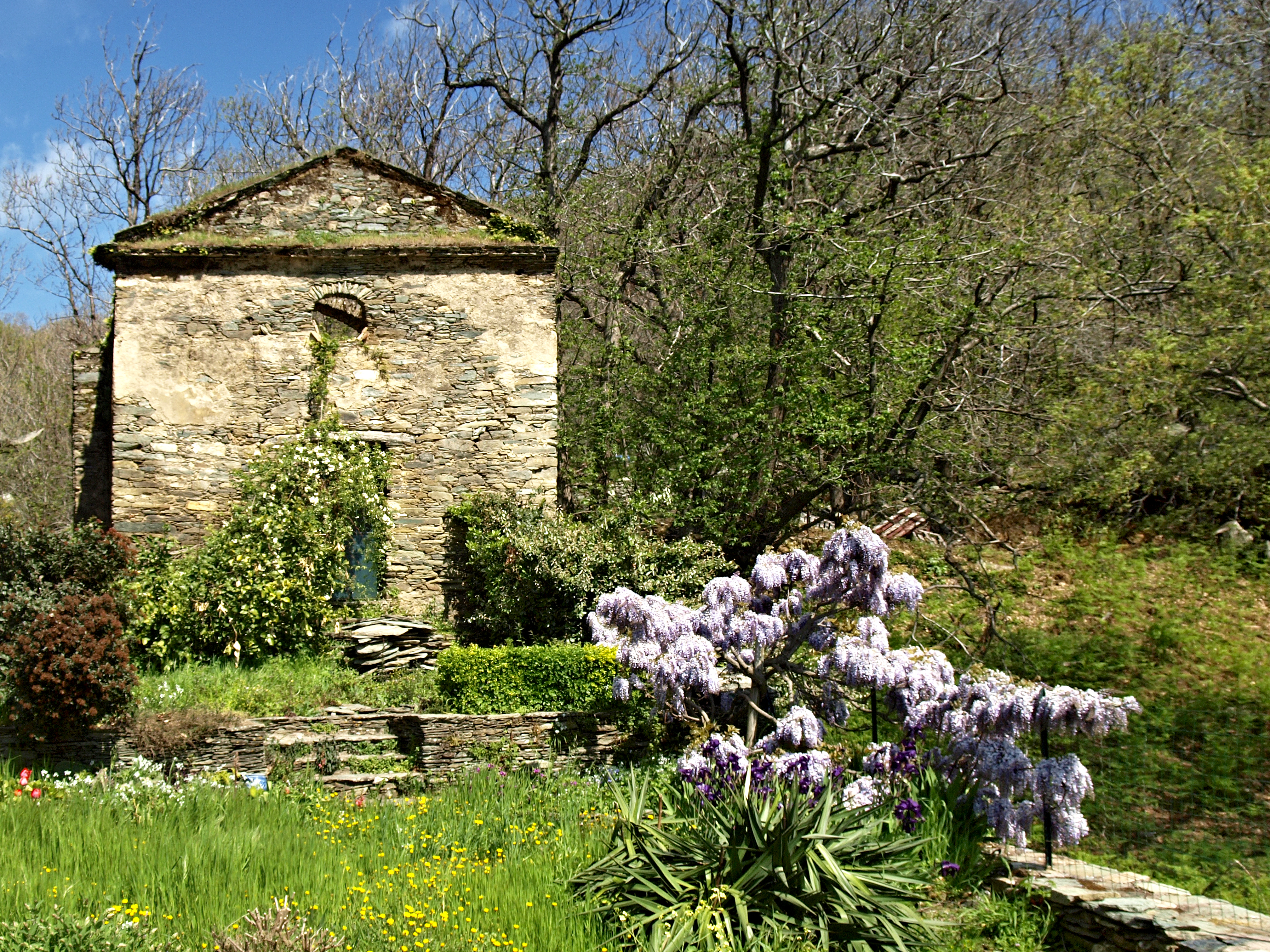
Ancienne confrérie Santa Croce.
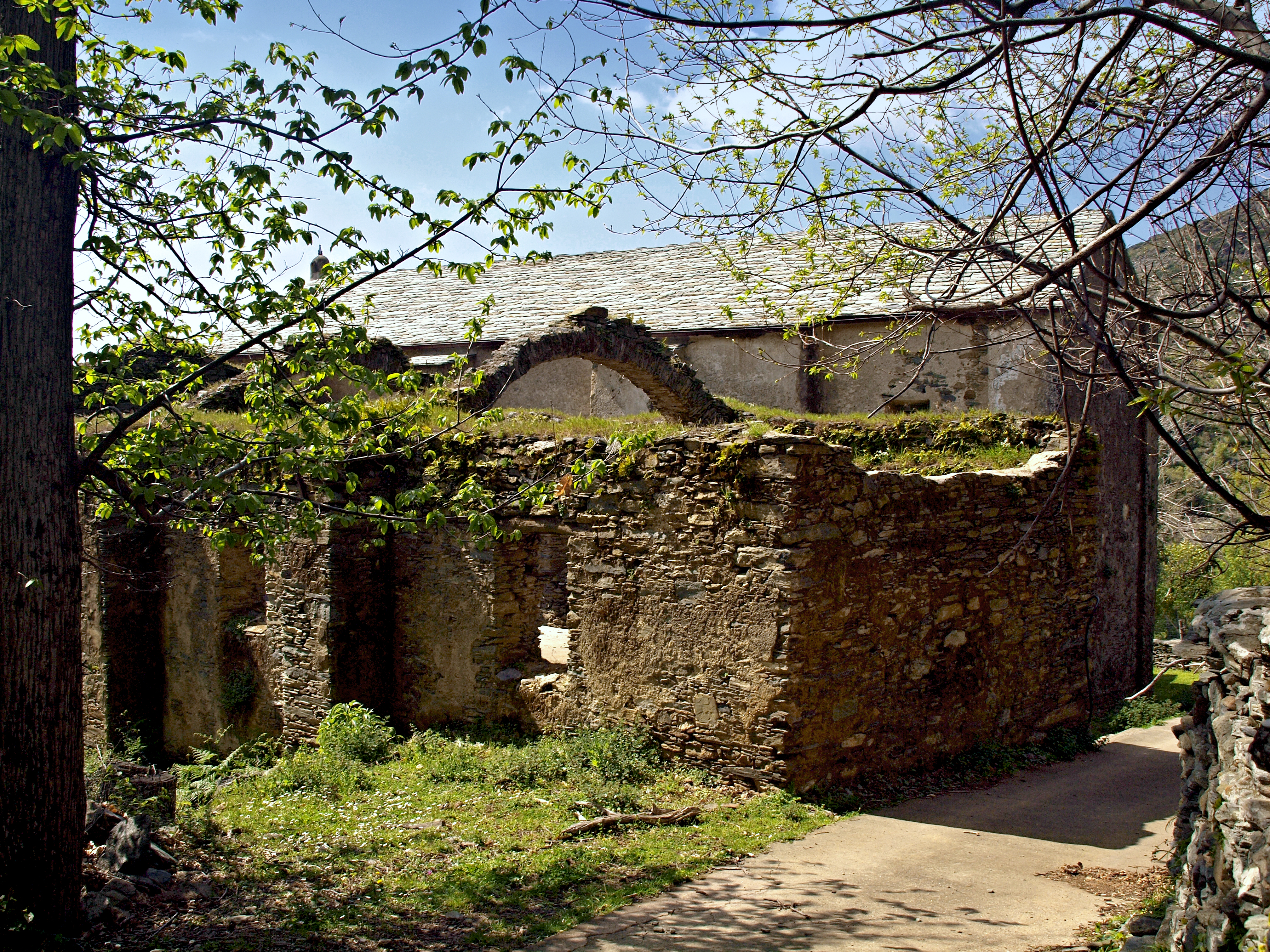
Ancienne confrérie Santa Croce.

#### Église Saint-Roch
L'actuelle église paroissiale Saint-Roch (San Roccu) se situe à Ferragini.

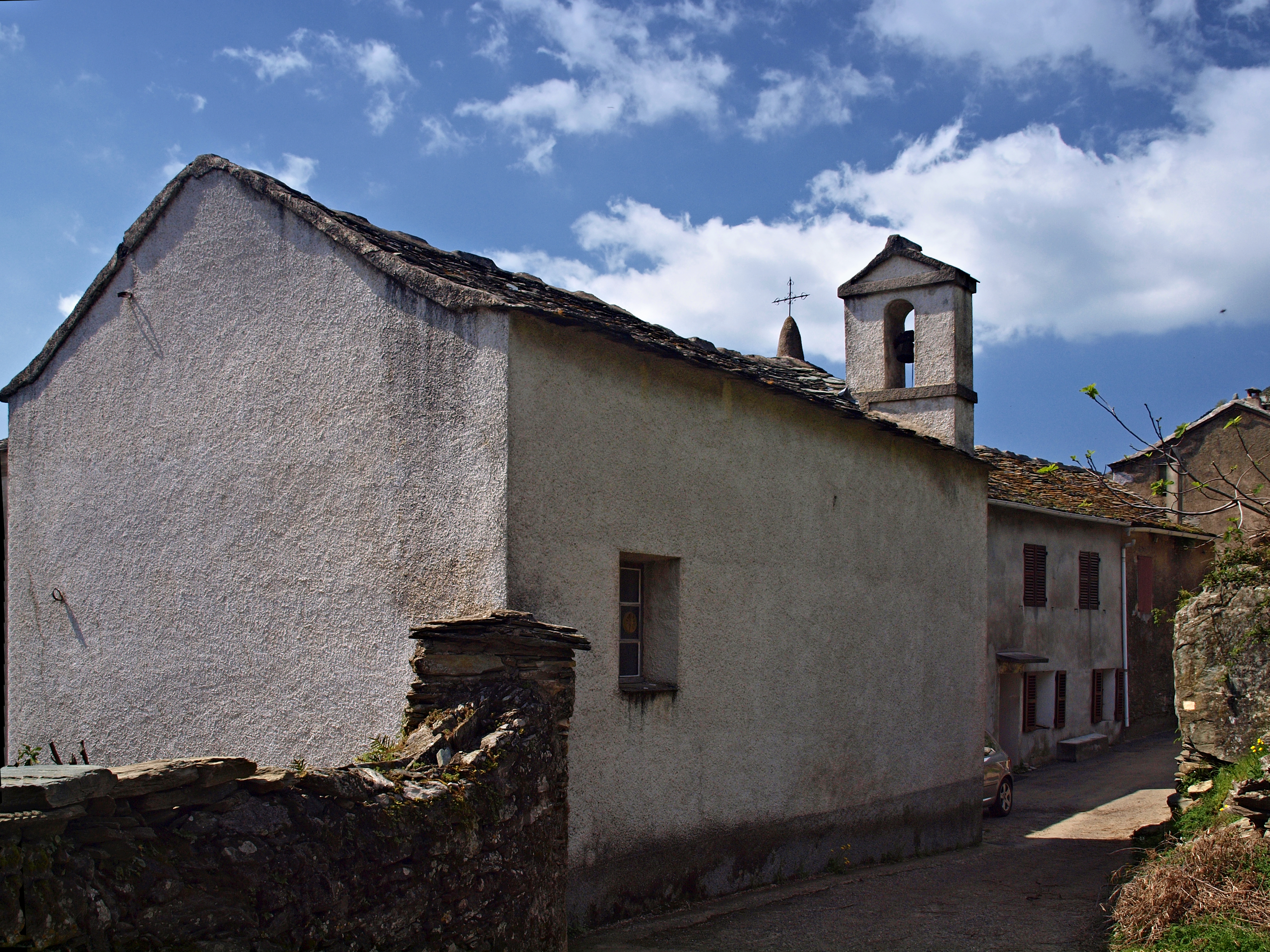
Église paroissiale Saint-Roch.

#### Église San Quilico
San Quilicu en langue corse, est une église romane du Xe siècle ruinée, située à l'ouest des ruines du village de Martinasche inhabité depuis le XIXe siècle. Elle était dite aussi San Quilico e Giuletta au XVIIIe siècle. Son chevet est en relatif bon état de conservation. La voûte en cul-de-four de l'abside présente encore des fresques. Elle fait l'objet d'un projet de restauration par l'association Sant' Andrea (déclarée en préfecture en 2005) dont l'objet est la sauvegarde et la mise en valeur du patrimoine d'Olcani.

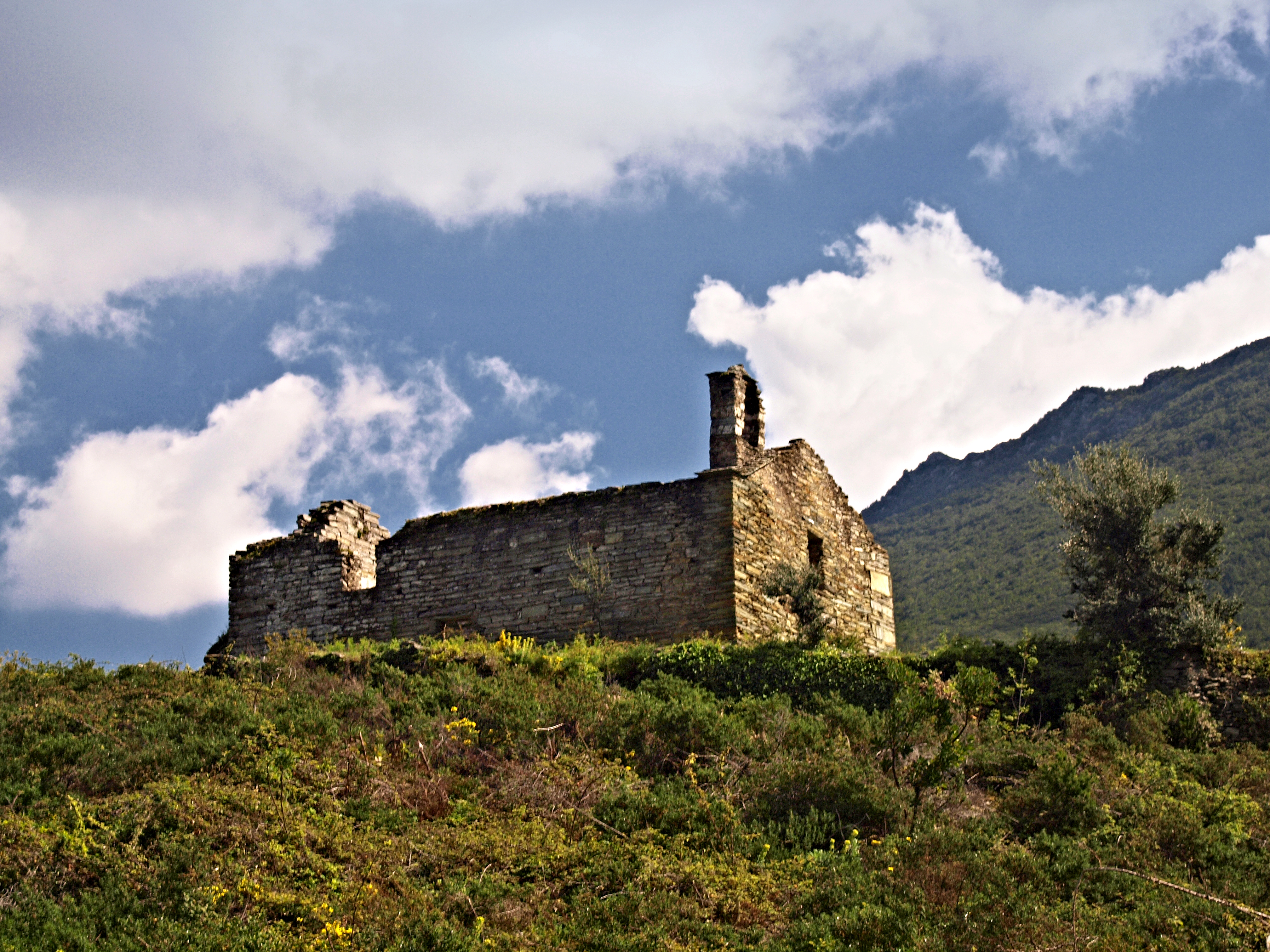
Vue latérale.
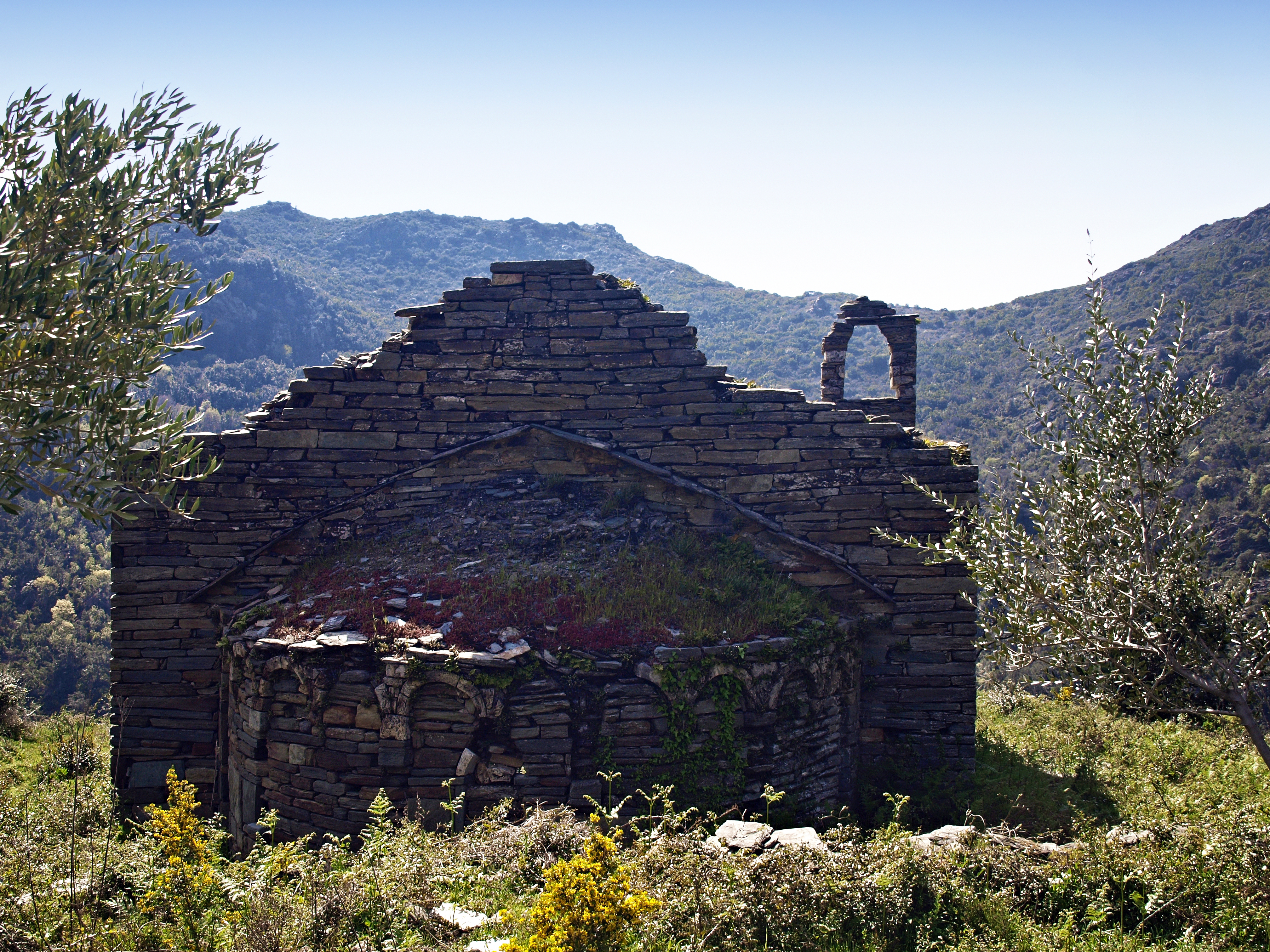
Vue du chevet.
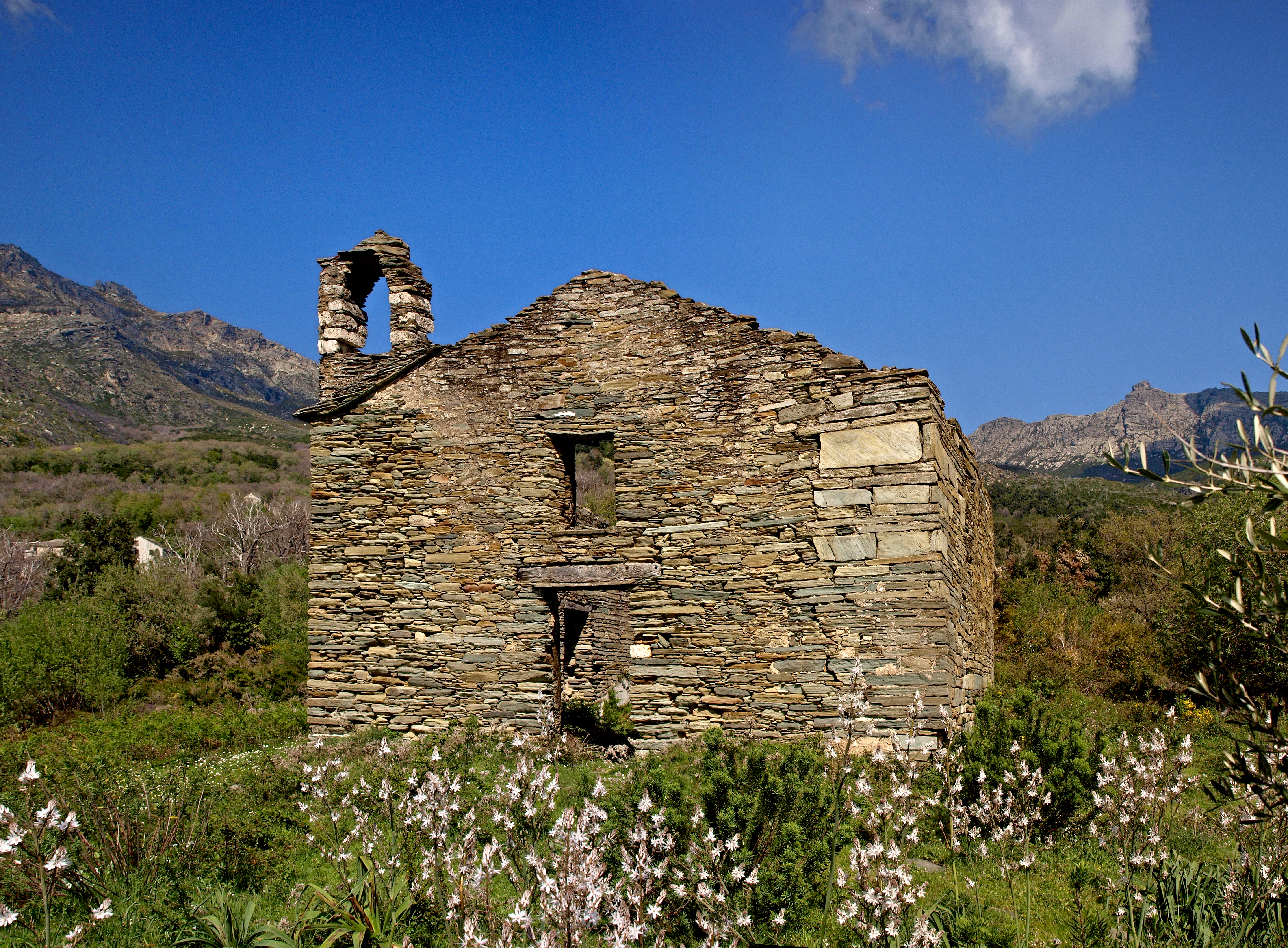
Vue frontale.
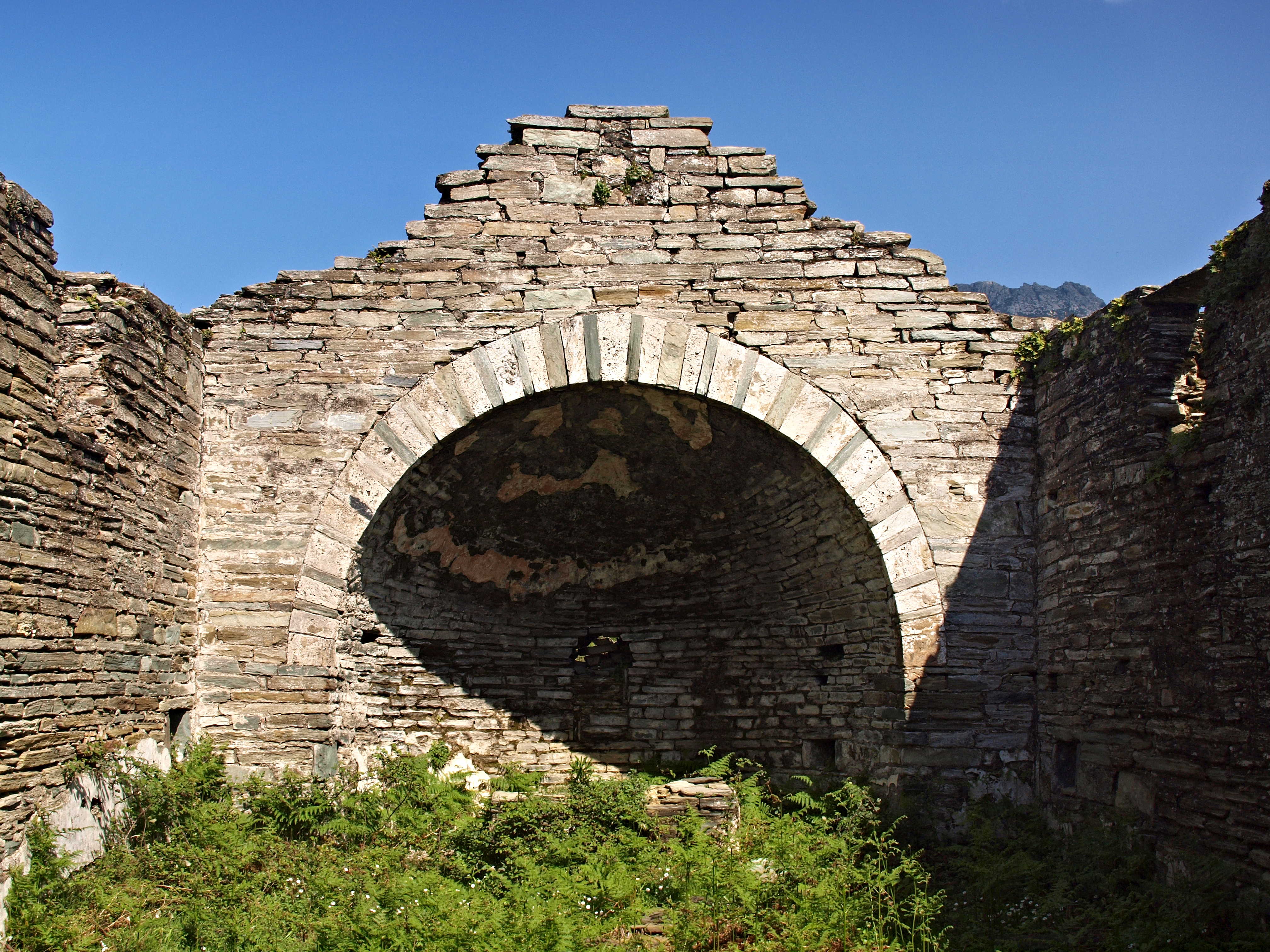
Voûte de l'abside présentant des parties de fresque.

#### Autres patrimoines religieux
- Oratoire Saint-Jean-Baptiste à Lainosa.
- Nombreuses sépultures familiales tout au long de la route.

### Patrimoine naturel

#### ZNIEFF
Olcani est concernée par une zone naturelle d'intérêt écologique, faunistique et floristique de 2e génération :
Crêtes asylvatiques du Cap Corse
La zone d'une superficie de 6 387 ha, englobe la quasi-totalité de la crête centrale du Cap Corse. La limite sud de la ZNIEFF est identifiée par le col de Teghime (commune de Barbaggio). Son intérêt réside en sa fonction d’habitat pour les populations animales et végétales. Elle comporte une faune et une flore classée comme déterminantes avec 25 espèces végétales, dont une colonie de reproduction de petit rhinolophe (Rhinolophus hipposideros), deux couples d’aigle royal (Aquila chrysaetos), et du lézard de Fitzinger (Algyroides fitzingeri).